# Seis días de Chicago
Los Seis días de Chicago fue una carrera de ciclismo en pista, de la modalidad de seis días, que se corría en Chicago (Estados Unidos). Su primera edición data de 1915 y se disputó hasta 1957.

## Palmarés
| Año       | Ganadores                             | Segundos                              | Terceros                           |
| --------- | ------------------------------------- | ------------------------------------- | ---------------------------------- |
| 1915 (1)  | Oscar Egg Francesco Verri             | Jimmy Moran Reginald McNamara         | Clarence Carman Frank Corry        |
| 1915 (2)  | William Hanley Percy Lawrence         | Martin Ryan Lloyd Thomas              | Gordon Walker Robert Walthour      |
| 1916      | Robert Spears Reginald McNamara       | Percy Lawrence Jake Magin             | George Cameron Harry Kaiser        |
| 1917      | Francesco Verri Reginald McNamara     | Frank Corry Jake Magin                | Peter Drobach Eddy Madden          |
| 1918-1920 | ediciones no realizadas               | ediciones no realizadas               | ediciones no realizadas            |
| 1921 (1)  | Jake Magin Eddy Madden                | Alfred Hill Ernest Kockler            | Willy Lorenz Fred Weber            |
| 1921 (2)  | Jake Magin Eddy Madden                | Bob Fitzimmons Harry Horan            | Ray Eaton Harry Kaiser             |
| 1922 (1)  | Alfred Goullet Ernest Kockler         | Willy Coburn Dave Lands               | William Hanley Lloyd Thomas        |
| 1922 (2)  | Willy Coburn Dave Lands               | Percy Lawrence Lloyd Thomas           | Cesar Debaets Alois Persyn         |
| 1923 (1)  | Oscar Egg Maurice Brocco              | Alfred Goullet Bob Walthour           | Harry Horan Lloyd Thomas           |
| 1923 (2)  | Carl Stockholm Ernest Kockler         | Willy Coburn Maurice Brocco           | Percy Lawrence Joe Kopsky          |
| 1924 (1)  | Oscar Egg Alfred Grenda               | Carl Stockholm Ernest Kockler         | Maurice Declerck Eddy Madden       |
| 1924 (2)  | Harry Horan Bob Walthour              | Maurice Declerck Alfred Taylor        | Henri Stockelynck Franco Giorgetti |
| 1925 (1)  | Reginald McNamara Bob Walthour        | Henri Stockelynck Alfons Goossens     | Harry Horan Eddy Madden            |
| 1925 (2)  | Fred Spencer Bob Walthour             | Harry Horan Harris Horder             | Reginald McNamara Alfons Goossens  |
| 1926 (1)  | Reginald McNamara Bob Walthour        | Fred Spencer Franco Giorgetti         | Henri Stockelynck Alfons Goossens  |
| 1926 (2)  | Dave Lands Otto Petri                 | Anthony Beckman Charles Winter        | Reginald McNamara Alfons Goossens  |
| 1927 (1)  | Carl Stockholm Franco Giorgetti       | Fred Spencer Charles Winter           | Harry Horan Eddy Madden            |
| 1927 (2)  | Bob Walthour Franco Giorgetti         | Klaas van Nek Alfons Goossens         | Carl Stockholm Fred Spencer        |
| 1928 (1)  | Anthony Beckman Gerard Debaets        | Fred Spencer Bob Walthour             | Klaas van Nek Dave Lands           |
| 1928 (2)  | Piet van Kempen Mike Rodak            | William Fenn Jr Bob Walthour          | George Dempsey Gerard Debaets      |
| 1928 (3)  | Franz Duelberg Jimmy Walthour         | Paul Broccardo Alfred Letourneur      | Anthony Beckman Franco Giorgetti   |
| 1929 (1)  | Franz Duelberg Franco Giorgetti       | Paul Broccardo Alfred Letourneur      | Willie Grimm Dave Lands            |
| 1929 (2)  | Reginald McNamara Gaetano Belloni     | Paul Broccardo Alfred Letourneur      | Franz Duelberg Viktor Rausch       |
| 1930 (1)  | Anthony Beckman Gerard Debaets        | Paul Broccardo Alfonso Zucchetti      | Fred Spencer Charles Winter        |
| 1930 (2)  | Marcel Guimbretiere Alfred Letourneur | Paul Broccardo Franco Giorgetti       | Adolphe Charlier Roger De Neef     |
| 1931 (1)  | Willie Grimm Emil Richli              | Marcel Guimbretiere Alfred Letourneur | Reginald McNamara Charles Winter   |
| 1931 (2)  | Franz Duelberg Willie Grimm           | Marcel Guimbretiere Alfred Letourneur | Franco Giorgetti Gerard Debaets    |
| 1932 (1)  | Jan Pijnenburg Adolphe Van Nevele     | Marcel Guimbretiere Alfred Letourneur | Reginald McNamara Harry Horan      |
| 1932 (2)  | Jules Audy William Peden              | Alfredo Binda Norman Hill             | Gerard Debaets Alfred Letourneur   |
| 1933 (1)  | Gerard Debaets Alfred Letourneur      | Jules Audy Willie Grimm               | Henri Lepage Prudent Delille       |
| 1933 (2)  | Ewald Wissel Jimmy Walthour           | Alfred Letourneur William Peden       | George Dempsey Robert Thomas       |
| 1934 (1)  | Tony Shaller William Peden            | Tino Reboli Edoardo Severgnini        | Reginald McNamara Dave Lands       |
| 1934 (2)  | Gerard Debaets Alfred Letourneur      | Jack Schaller Robert Thomas           | Jerry Rodman Cecil Yates           |
| 1935 (1)  | Franco Giorgetti Alfred Letourneur    | Tino Reboli Robert Thomas             | Ernst Bühler Tony Shaller          |
| 1935 (2)  | Gustav Kilian Heinz Vopel             | Jerry Rodman Alfred Hill              | Jules Audy William Peden           |
| 1936 (1)  | Gustav Kilian Heinz Vopel             | Jules Audy William Peden              | Jerry Rodman Robert Thomas         |
| 1936 (2)  | Emile Diot Emile Ignat                | Gustav Kilian Heinz Vopel             | Jerry Rodman Cecil Yates           |
| 1937 (1)  | Emile Diot Emile Ignat                | Alvaro Giorgetti Cor Wals             | Jules Audy William Peden           |
| 1937 (2)  | Gustav Kilian Heinz Vopel             | Emile Diot Emile Ignat                | Douglas Peden William Peden        |
| 1938 (1)  | Gustav Kilian Heinz Vopel             | Douglas Peden William Peden           | Tino Reboli Gerard Debaets         |
| 1938 (2)  | Omer De Bruycker Alfred Letourneur    | Douglas Peden William Peden           | Tino Reboli Gerard Debaets         |
| 1938 (3)  | Gustav Kilian Heinz Vopel             | Douglas Peden William Peden           | Marcel Guimbretiere Gerard Debaets |
| 1939 (1)  | Gustav Kilian Robert Thomas           | Heinz Vopel Cecil Yates               | Douglas Peden William Peden        |
| 1939 (2)  | Douglas Peden William Peden           | Cecil Yates Jerry Rodman              | Jules Audy Henry O'Brien           |
| 1940      | Cecil Yates William Peden             | Douglas Peden Archie Bollaert         | Charles Bergna Angelo De Bacco     |
| 1941      | edición no realizada                  | edición no realizada                  | edición no realizada               |
| 1942      | Cecil Yates Douglas Peden             | Charles Bergna Angelo De Bacco        | Charly Yaccino William Peden       |
| 1943-1945 | ediciones no realizadas               | ediciones no realizadas               | ediciones no realizadas            |
| 1946      | Erwin Pesek Tino Reboli               | Michael Abt Rene Cyr                  | Bill Jacoby Charly Yaccino         |
| 1947      | Bill Anderson Stanley Bransgrove      | Bill Jacoby Alfred Letourneur         | Erwin Pesek Charly Yaccino         |
| 1948      | Walter Diggelmann Hugo Koblet         | Roger De Corte André Maelbrancke      | Erwin Pesek Charly Yaccino         |
| 1949-1956 | ediciones no realizadas               | ediciones no realizadas               | ediciones no realizadas            |
| 1957      | Peter Post Harm Smits                 | Erwin Pesek Ted Ernst                 | Mino De Rossi Jack Heid            |